# Llista de monuments de la Foia de Bunyol
Llista de monuments de la Foia de Bunyol inscrits en l'Inventari General del Patrimoni Cultural Valencià per la comarca de la Foia de Bunyol.
S'inclouen els monuments declarats com a Béns d'Interès Cultural (BIC), classificats com a béns immobles sota la categoria de monuments (realitzacions arquitectòniques o d'enginyeria, i obres d'escultura colossal), i els monuments declarats com a Béns immobles de rellevància local (BRL). Estan inscrits en l'Inventari General del Patrimoni Cultural Valencià, en les seccions 1a i 2a respectivament.

## Alboraig
| Monument                                | Prot.? | Estil/època    | Localització               | Coordenades                                          | Codi?         | Imatge |
| --------------------------------------- | ------ | -------------- | -------------------------- | ---------------------------------------------------- | ------------- | --- |
| Església parroquial de Santiago Apòstol | BRL    | S.XVIII; S.XIX | Alboraig Pl. de l'Església | 39° 23′ 29″ N, 0° 46′ 14″ O / 39.391373°N,0.770486°O | 46.18.012-001 | Església parroquial de Santiago Apòstol (Alboraig) · Vegeu més fotos d'aquest monument · Carregueu una nova foto d'aquest monument |

## Bunyol
| Monument                                     | Prot.? | Estil/època                  | Localització            | Coordenades                                          | Codi?         | Imatge |
| -------------------------------------------- | ------ | ---------------------------- | ----------------------- | ---------------------------------------------------- | ------------- | --- |
| Castell de Bunyol                            | BIC    | Arquitectura medieval        | Bunyol Al nucli urbà    | 39° 25′ 10″ N, 0° 47′ 25″ O / 39.419372°N,0.790139°O | RI-51-0009703 | Castell de Bunyol · Vegeu més fotos d'aquest monument · Carregueu una nova foto d'aquest monument                                 |
| Torre de telegrafia òptica de Bunyol         | BIC    | S.XVIII                      | Bunyol Portillo         | 39° 26′ 16″ N, 0° 49′ 00″ O / 39.437797°N,0.816594°O | 46.18.077-011 | Torre de telegrafia de Bunyol · Vegeu més fotos d'aquest monument · Carregueu una nova foto d'aquest monument                     |
| Església parroquial de Sant Pere Apòstol     | BRL    | S.XVIII                      | Bunyol Pl. del Poble    | 39° 25′ 07″ N, 0° 47′ 29″ O / 39.418649°N,0.791258°O | 46.18.077-001 | Església parroquial de Sant Pere Apòstol (Bunyol) · Vegeu més fotos d'aquest monument · Carregueu una nova foto d'aquest monument |
| Ermita de Sant Lluís Bertran                 | BRL    | Historicista, neogòtic S.XIX | Bunyol Pg. de San Lluís | 39° 25′ 09″ N, 0° 47′ 53″ O / 39.419209°N,0.798°O    | 46.18.077-009 | Ermita de Sant Lluís Bertran (Bunyol) · Vegeu més fotos d'aquest monument · Carregueu una nova foto d'aquest monument             |
| Nucli històric tradicional Barri del Castell | BRL    |                              | Bunyol                  | 39° 25′ 06″ N, 0° 47′ 25″ O / 39.41833°N,0.79028°O   | 46.18.077-010 | Barri del Castell (Bunyol) · Vegeu més fotos d'aquest monument · Carregueu una nova foto d'aquest monument                        |
| Lloc de Millars - riu Millars                | BRL    |                              | Bunyol                  | 39° 23′ 20″ N, 0° 57′ 38″ O / 39.38889°N,0.96056°O   | 46.18.077-012 | Lloc de Millars (Bunyol) · Carregueu una nova foto d'aquest monument                                                              |

## Dosaigües
| Monument                                            | Prot.? | Estil/època           | Localització                            | Coordenades                                          | Codi?         | Imatge |
| --------------------------------------------------- | ------ | --------------------- | --------------------------------------- | ---------------------------------------------------- | ------------- | --- |
| Castell de Madrona de Dosaigües                     | BIC    | Arquitectura medieval | Dosaigües Junt a la vora del riu Xúquer | 39° 16′ 36″ N, 0° 51′ 16″ O / 39.276558°N,0.854444°O | RI-51-0010805 | Carregueu una nova foto d'aquest monument                                                                                 |
| Restes del Castell de Dosaigües, Torre de Vilaragut | BIC    | Arquitectura medieval | Dosaigües Al centre de la població      | 39° 17′ 16″ N, 0° 48′ 02″ O / 39.287694°N,0.800625°O | RI-51-0010803 | Restes del Castell de Dosaigües · Vegeu més fotos d'aquest monument · Carregueu una nova foto d'aquest monument           |
| Església parroquial del Roser                       | BRL    |                       | Dosaigües                               | 39° 17′ 16″ N, 0° 47′ 57″ O / 39.28778°N,0.79917°O   | 46.18.115-002 | Església parroquial del Roser (Dosaigües) · Vegeu més fotos d'aquest monument · Carregueu una nova foto d'aquest monument |

## Godelleta
| Monument                                 | Prot.? | Estil/època           | Localització              | Coordenades                                          | Codi?         | Imatge |
| ---------------------------------------- | ------ | --------------------- | ------------------------- | ---------------------------------------------------- | ------------- | --- |
| Torre (Godelleta)                        | BIC    | Arquitectura islàmica | Godelleta Pl. Església, 9 | 39° 25′ 20″ N, 0° 41′ 07″ O / 39.422145°N,0.685356°O | RI-51-0010638 | Torre (Godelleta) · Vegeu més fotos d'aquest monument · Carregueu una nova foto d'aquest monument                                    |
| Torre de telegrafia òptica de Godelleta  | BIC    |                       | Godelleta Alt de la Torre | 39° 25′ 24″ N, 0° 42′ 15″ O / 39.423235°N,0.704121°O | 46.18.136-004 | Torre de telegrafia òptica de Godelleta · Vegeu més fotos d'aquest monument · Carregueu una nova foto d'aquest monument              |
| Església parroquial de Sant Pere Apòstol | BRL    |                       | Godelleta                 | 39° 25′ 20″ N, 0° 41′ 07″ O / 39.422277°N,0.685163°O | 46.18.136-001 | Església parroquial de Sant Pere Apòstol (Godelleta) · Vegeu més fotos d'aquest monument · Carregueu una nova foto d'aquest monument |

## Iàtova
| Monument                            | Prot.? | Estil/època | Localització | Coordenades                                          | Codi?         | Imatge |
| ----------------------------------- | ------ | ----------- | ------------ | ---------------------------------------------------- | ------------- | --- |
| Església de Sant Isidre             | BRL    |             | Iàtova       |                                                      | 46.18.261-002 | Carregueu una nova foto d'aquest monument                                                                                    |
| Església parroquial dels Sants Reis | BRL    |             | Iàtova       | 39° 23′ 05″ N, 0° 48′ 31″ O / 39.384596°N,0.808489°O | 46.18.261-001 | Església parroquial dels Sants Reis (Iàtova) · Vegeu més fotos d'aquest monument · Carregueu una nova foto d'aquest monument |

## Macastre
| Monument                                              | Prot.? | Estil/època                                   | Localització                                  | Coordenades                                          | Codi?         | Imatge |
| ----------------------------------------------------- | ------ | --------------------------------------------- | --------------------------------------------- | ---------------------------------------------------- | ------------- | --- |
| Castell                                               | BIC    | Arquitectura islàmica - Arquitectura medieval | Macastre Turó a la part superior del municipi | 39° 22′ 46″ N, 0° 47′ 20″ O / 39.379511°N,0.788825°O | RI-51-0010752 | Castell (Macastre) · Vegeu més fotos d'aquest monument · Carregueu una nova foto d'aquest monument                                               |
| Església parroquial de la Transfiguració del Salvador | BRL    |                                               | Macastre                                      | 39° 22′ 53″ N, 0° 47′ 14″ O / 39.381323°N,0.787084°O | 46.18.158-001 | Església parroquial de la Transfiguració del Salvador (Macastre) · Vegeu més fotos d'aquest monument · Carregueu una nova foto d'aquest monument |

## Setaigües
| Monument                                  | Prot.? | Estil/època | Localització | Coordenades                                          | Codi?         | Imatge |
| ----------------------------------------- | ------ | ----------- | ------------ | ---------------------------------------------------- | ------------- | --- |
| Torre del Mojón o de la Contienda         | BIC    |             | Setaigües    | 39° 28′ 11″ N, 0° 57′ 23″ O / 39.469709°N,0.956472°O | 46.18.229-002 | Carregueu una nova foto d'aquest monument                                                                                             |
| Església parroquial de Sant Joan Baptista | BRL    |             | Setaigües    | 39° 28′ 16″ N, 0° 54′ 55″ O / 39.471159°N,0.915281°O | 46.18.229-001 | Església parroquial de Sant Joan Baptista (Setaigües) · Vegeu més fotos d'aquest monument · Carregueu una nova foto d'aquest monument |

## Xest
| Monument                                     | Prot.? | Estil/època     | Localització         | Coordenades                                         | Codi?         | Imatge |
| -------------------------------------------- | ------ | --------------- | -------------------- | --------------------------------------------------- | ------------- | --- |
| Església parroquial de Sant Lluc Evangelista | BIC    | Barroc - Rococó | Xest Pl. Església, 1 | 39° 29′ 40″ N, 0° 40′ 58″ O / 39.49457°N,0.682853°O | RI-51-0011122 | Església parroquial de Sant Lluc Evangelista (Xest) · Vegeu més fotos d'aquest monument · Carregueu una nova foto d'aquest monument |
| Ermita de la Mare de Déu de la Soledat       | BRL    |                 | Xest                 | 39° 29′ 48″ N, 0° 41′ 08″ O / 39.49653°N,0.68550°O  | 46.18.109-004 | Ermita de la Mare de Déu de la Soledat (Xest) · Vegeu més fotos d'aquest monument · Carregueu una nova foto d'aquest monument       |

## Xiva
| Monument                                   | Prot.? | Estil/època                  | Localització                        | Coordenades                                          | Codi?         | Imatge |
| ------------------------------------------ | ------ | ---------------------------- | ----------------------------------- | ---------------------------------------------------- | ------------- | --- |
| Castell de Xiva                            | BIC    | Arquitectura medieval S.XIII | Xiva Turó que domina la població    | 39° 28′ 06″ N, 0° 43′ 06″ O / 39.468472°N,0.718333°O | RI-51-0010536 | Castell de Xiva · Vegeu més fotos d'aquest monument · Carregueu una nova foto d'aquest monument                                  |
| Torreta de Xiva                            | BIC    | Arquitectura islàmica        | Xiva C. Olivera, 25                 | 39° 28′ 27″ N, 0° 42′ 58″ O / 39.474263°N,0.716177°O | RI-51-0010537 | Torreta de Xiva · Vegeu més fotos d'aquest monument · Carregueu una nova foto d'aquest monument                                  |
| Torre de telegrafia òptica de Xiva         | BIC    |                              | Xiva La Mola de Pota o del Telègraf | 39° 27′ 30″ N, 0° 37′ 25″ O / 39.458231°N,0.623572°O | 46.18.111-008 | Torre de telegrafia òptica de Xiva · Vegeu més fotos d'aquest monument · Carregueu una nova foto d'aquest monument               |
| Ermita de Sant Isidre                      | BRL    |                              | Xiva                                | 39° 28′ 16″ N, 0° 43′ 14″ O / 39.47103°N,0.72058°O   | 46.18.111-005 | Ermita de Sant Isidre (Xiva) · Carregueu una nova foto d'aquest monument                                                         |
| Església parroquial de Sant Joan Baptista  | BRL    | Barroc S.XVIII               | Xiva Pl. Doctor Fleming             | 39° 28′ 25″ N, 0° 43′ 02″ O / 39.47365°N,0.717247°O  | 46.18.111-001 | Església parroquial de Sant Joan Baptista (Xiva) · Vegeu més fotos d'aquest monument · Carregueu una nova foto d'aquest monument |
| Santuari de la Verge del Castell, o ermita | BRL    | S.XIX                        | Xiva Muntanya del Castell           | 39° 28′ 04″ N, 0° 43′ 03″ O / 39.467786°N,0.717381°O | 46.18.111-002 | Santuari de la Verge del Castell (Xiva) · Vegeu més fotos d'aquest monument · Carregueu una nova foto d'aquest monument          |